# Agrostis striata
Agrostis striata är en gräsart som beskrevs av John William Colenso. Agrostis striata ingår i släktet ven, och familjen gräs. Inga underarter finns listade i Catalogue of Life.